# Зінчиця
Зінчи́ця — річка в Україні, в межах Хмельницького району Хмельницької області. Ліва притока Південного Бугу (басейн Чорного моря).

## Опис
Довжина 27 км. Площа водозбірного басейну 115 км². Похил річки 2,4 м/км. Долина трапецієподібна, завширшки до 1,5 км, завглибшки до 30 м. Береги частково заліснені. Заплава завширшки пересічно 300 м. Річище звивисте, дно кам'янисте; завширшки до 5 м (у пониззі). 
Басейн річки розташований у межах Вовчко-Бужоцького геоморфологічного району, це частина поверхні Верхньобузької височини. Абсолютні висоти у верхів'ї Зінчиці становлять 365,6 м, у середній течії — 345,8 м, а в нижній — 315,7 м. Тут помітна крутизна схилів, розвинена ерозія. У нижніх частинах балочних схилів, у місцях виходів сарматських пісків і глин часто бувають зсуви, є невеликі кар'єри, де добувають глину та пісок. У басейні Зінчиці сформувалися чорноземи опідзолені, а в долині річки — лучно-болотні та болотні ґрунти. 
У геоботанічному відношенні басейн річки розташований у межах Старокостянтинівського геоботанічного району. 
Зінчиця і її притоки утворюють 9 ставків і 2 водосховища, а тому іхтіофауна тут досить різноманітна. 
Земноводні представлені жабами гостромордою, ставковою, трав'яною, озерною, квакшею, кумкою червоночеревою, ропухами зеленою і сірою, біля струмків і в лісах трапляються тритони звичайний і гребінчастий та часницниця. 
Орнітофауна досить широко представлена птахами лук, боліт і водойм — 47 видів, птахами степу і поля — 14 видів і птахами-синантропами — 7 видів. Із ссавців можна натрапити на ондатру, видру річкову, полівку водяну, крота, пацюка сірого, козулю, їжака звичайного. На полях поблизу річки мешкають заєць-русак, хом'як, полівка звичайна, миша польова, бурозубка. 
Річка протікає через лісовий заказник «Давидковецький» площею 506 га, «Лісогринівецьке» урочище площею 110 га. Поблизу с. Пирогівці є «парк-пам'ятка імені Мацишина» площею 12 га.

## Розташування
Зінчиця бере початок біля села Климашівка (на південний схід від села). На південній околиці с. Скаржинці (Хмельницький р-н) річка тече заболоченою долиною, яка має ширину в цьому місці до 500 м. З центру села до Зінчиці тече струмок, на якому знаходиться ставок завдовжки 110 м і завширшки 95 м. Між с. Скаржинці та с. Лісові Гринівці річка розливається в став, який має довжину 500 м і ширину — 100—150 м. Здолавши греблю ставка, Зінчиця плине все далі на південний схід. Біля Лісових Гринівець до річки впадає перша права притока, яка значно поповнює Зінчицю. У верхній течії до річки впадає ще дві лівих притоки, що беруть початок у лісках поблизу с. Стуфчинці і с. Тиранівка. Друга ліва притока бере початок у заболоченому яру. Південно-західніше Стуфчинців починається середня течія Зінчиці. Тут вона розливається в став, який має довжину 1400 м і ширину — 200 м. До нього тече третя ліва притока від Стуфчинців. На лівому березі тут можна побачити ями глибиною до 3-4 м, є також глибокі яри. 
У середній течії Зінчиця приймає 6 лівих приток і 9 правих. І Зінчиця і її притоки мають заболочені заплави. На північній околиці с. Давидківці річка розливається у став, який має довжину 1800 м і ширину 200—300 м. 
Нижня течія Зінчиці починається від Бахматовецького водосховища. Східніше с. Бахматівці річка знову розливається у Пирогівське водосховище. Розділивши с. Пирогівці на дві нерівні частини, Зінчиця на південній околиці села впадає у Південний Буг.